# ドリームステーション
ドリームステーションは、東京ドーム公演を目標とし、2014年2月に結成された日本の女性アイドルグループ。東京を中心に活発なライブ活動を展開している。
サバイバルユニットとして【研修生】および、研修生メンバーより選抜された【チームwater】【チームroad】で活動していたが、【チームwater】の解散にともない【ドリームステーション】としての活動を開始した。プロデューサーは自身も元アイドルである大月菜々。そのライブパフォーマンスだけではなく、富士山登頂や100km以上の駅伝等のチャレンジ企画も注目を浴びていた。

2016年2月7日のTwinboxGARAGE公演をもって解散した。

## メンバー
| 名前                           | 誕生日  | 愛称     | 担当色 | 担当色 | 備考                                                             |
| ------------------------------ | ------- | -------- | ------ | ------ | ---------------------------------------------------------------- |
| 宮坂優季 （みやさか ゆき）     | 9月18日 | ゆきちょ | 赤     |        | 元チームroad所属                                                 |
| 杉崎のん （すぎさき のん）     | 11月4日 | のんたん | 水色   |        | 最年少。10月11日より受験勉強のため活動を休止中。元チームroad所属 |
| 皆川彩七美 （みながわ さなみ） | 7月24日 | さなみん | 黄     |        | 元チームroad所属                                                 |
| 前園彩乃 （まえぞの あやの）   | 6月24日 | あやのん | 紫     |        | 初期メンバー。元チームroad所属                                   |

### 過去のメンバー
- 一戸日菜子（いちのへ ひなこ）、元研修生所属
- 後藤可南子（ごとう　かなこ）、元研修生所属
- 榎本紗織（えのもと さおり 、在籍期間：結成 - 2014年11月30日）、元チームwater所属
- 角川春花（かどかわ　はるか）、元研修生所属
- 優木桃香（ゆうき ももか）、元研修生所属
- 山崎 萌子（やまざき もえこ 、在籍期間：2015年5月8日 - 2015年8月8日）、元研修生所属
- 小林のぞみ（こばやし のぞみ 、在籍期間：2015年5月8日 - 2015年8月8日）、元研修生所属
- 日々野杏里（ひびの あんり 、在籍期間：2015年5月8日 - 2015年8月8日）、元研修生所属
- 小川まりな（おがわ まりな）、在籍期間：結成 - 2015年9月8日）、元チームwater所属
- 西脇留菜（にしわき るな）、在籍期間：2014年4月26日 - 2015年9月8日、元チームwater所属
- 佐久間凛加（さくま りんか）、在籍期間：2014年6月7日 - 2015年9月8日、元チームwater所属
- 光安みゆり（みつやす みゆり）、在籍期間：結成 - 2015年9月8日）、元チームwater所属
- 山田香織（やまだ かおり）、在籍期間：2014年4月26日 - 2015年9月8日、元チームwater所属
- 相田陽菜（あいだ ひな）、在籍期間：2014年8月26日 - 2015年9月8日、元チームwater所属
- 宮崎レイ（みやざき れい）、在籍期間：2015年5月8日 - 2015年9月9日、元研修生所属
- 浅野えりか（あさの えりか）、在籍期間：2015年5月8日 - 2015年9月9日、元研修生所属
- 森美鈴（もり　みすず）、在籍期間：2014年11月4日 - 2015年12月27日

## 略歴

### 2014年
| 2月14日          | 光安みゆり、小川まりな、前園彩乃、一戸日菜子、榎本紗織の5人が研修生として渋谷O-Nestにてライブデビュー                |
| 4月26日          | 西脇留菜、山田香織が研修生に加入                                                                                     |
| 6月7日           | 佐久間凛加、宮坂優季が研修生に加入                                                                                   |
| 6月7日～6月22日  | ドリームステーション研修生第1回サバイバル選抜イベント（チームwater選抜）                                             |
| 7月1日           | 光安みゆり、小川まりな、榎本紗織、西脇留菜、佐久間凛加がチームwaterに選抜され渋谷DESEOにてライブデビュー             |
| 7月5日           | 皆川彩七美が研修生に加入                                                                                             |
| 7月20日          | 後藤可南子が研修生に加入                                                                                             |
| 8月26日          | 相田陽菜が研修生に加入                                                                                               |
| 9月9日           | 杉崎のんが研修生に加入                                                                                               |
| 10月28日         | チームwater 1stシングル「蛇口から出るもの / ミラクルストーリー」リリース                                             |
| 11月4日          | 森美鈴が研修生に加入                                                                                                 |
| 11月4日-11月18日 | ドリームステーション研修生第2回サバイバル選抜イベント（チームroad選抜）                                              |
| 11月24日         | ドリームステーション不定期プチワンマン～一駅目～を渋谷VUENOSで開催                                                   |
| 11月24日         | 前園彩乃、宮坂優季、皆川彩七美、杉崎のん、森美鈴がチームroadに選抜され不定期プチワンマン～一駅目～にてライブデビュー |
| 11月30日         | 榎本紗織が卒業 |
| 12月27日         | 名古屋へ初遠征（いなヴぁっちフェス2014）                                                                             |

### 2015年
| 1月5日-1月14日 | チームwaterセンター選抜イベント |
| 1月10日        | えびすまつり特別版「ドリームステーション不定期プチワンマン？～二駅目～」を渋谷RUIDO K2にて開催                                                   |
| 1月20日        | チームroad 1stシングル「ほうき星/君の応援団road」リリース                                                                                        |
| 2月20日        | ドリームステーション一周年記念1stワンマンライブ                                                                                                  |
| 2月20日        | 山田香織、相田陽菜が研修生からチームwaterに昇格                                                                                                  |
| 2月20日        | 1stワンマンライブにて光安みゆりが膝の治療に専念するため活動休止を発表                                                                            |
| 4月14日        | チームwater 2ndシングル 「アイドル革命／ドリームステーション～夢のライン～」リリース                                                             |
| 4月22日-5月5日 | ドリステVERSUSイベント |
| 5月8日         | 「ドリームステーション∞定期公演～目指せ！東京ドーム公演”1駅目”～」を表参道GROUNDにて開催し、定期公演をスタート                                   |
| 5月8日         | 宮崎レイ、角川春花、浅野えりか、優木桃香、日々野杏里が研修生に加入                                                                               |
| 7月20日        | チームroadが予選7位通過でSEKIGAHARA IDOL WARS 2015～関ケ原唄姫合戦～に出場                                                                       |
| 8月8日         | 山崎 萌子、小林のぞみ、日々野杏里が卒業 |
| 8月8日         | 研修生が活動休止 |
| 8月18日        | チームroad 2ndシングル 「アリンコの唄/騒Get!」リリース                                                                                           |
| 8月26日        | チームwater、9月8日の定期公演での解散を発表 |
| 9月8日         | チームwaterが第5回定期公演で解散ライブ。あわせて、小川まりな、光安みゆり、西脇留菜、山田香織、佐久間凛加、相田陽菜はドリームステーションから卒業 |
| 9月9日         | チーム制度廃止の発表。チームroadは「チームroad」という名前を抜かし、本格的に「ドリームステーション」として活動していくと発表。                   |
| 9月9日         | チーム制度廃止に伴い、研修生であった宮崎レイ、浅野えりか、がドリームステーションから卒業。                                                       |
| 10月11日       | 杉崎のんが大学受験勉強に集中するためドリームステーションでの活動を休止。                                                                         |
| 11月21日       | 杉崎のんが受験を終えて、ドリームステーションでの活動を再開。                                                                                     |
| 11月28日       | 森美鈴が12月27日にドリームステーションを卒業することを発表。                                                                                     |
| 12月27日       | 森美鈴が卒業。 |

### 2016年
| 2月7日 | TwinboxGARAGE公演をもって解散。 |

## 作品

### シングル

#### チームwater
|     | 発売日         | タイトル                                         | レーベル     | 規格品番  | 最高位 |
| --- | -------------- | ------------------------------------------------ | ------------ | --------- | ------ |
| 1st | 2014年10月29日 | 蛇口から出るもの / ミラクルストーリー            | SPIRAL MUSIC | SPRL-0064 | 158位  |
| 2nd | 2015年4月14日  | アイドル革命／ドリームステーション～夢のライン～ | SPIRAL MUSIC | SPRL-0074 | 145位  |

#### チームroad
|     | 発売日         | タイトル                | レーベル     | 規格品番  | 最高位   |
| --- | -------------- | ----------------------- | ------------ | --------- | -------- |
| 1st | 2014年10月29日 | ほうき星/君の応援団road | SPIRAL MUSIC | SPRL-0068 | 122位    |
| 2nd | 2015年8月18日  | アリンコの唄/騒Get!     | SPIRAL MUSIC | SPRL-0080 | ランク外 |

## ライブ

### 不定期プチワンマン
| No | 公演名                                                                 | 開催日         | 会場         | 備考                                     |
| -- | ---------------------------------------------------------------------- | -------------- | ------------ | ---------------------------------------- |
| 1  | ドリームステーション不定期プチワンマン～一駅目～                       | 2014年11月24日 | 渋谷VUENOS   | チームroadの発表                         |
| 2  | えびすまつり特別版「ドリームステーション不定期プチワンマン～二駅目～」 | 2015年1月10日  | 渋谷RUIDO K2 | 2015年2月20日での1stワンマンの開催を発表 |

### ワンマン
| No | 公演名                                                                      | 開催日        | 会場            | 備考                                                                                         |
| -- | --------------------------------------------------------------------------- | ------------- | --------------- | -------------------------------------------------------------------------------------------- |
| 1  | ドリームステーション一周年記念1stワンマンライブ                             | 2015年2月20日 | 新宿ReNY        | ・山田香織、相田陽菜が研修生からチームwaterに昇格 ・光安みゆりが足の治療のため活動休止を発表 |
| 2  | ドリームステーションチームroadオンリーワンマンライブ1st〜皆川彩七美生誕祭〜 | 2015年7月25日 | Love Mark Stage | ・チームroadの第二弾ＣＤ発売決定を発表                                                       |
| 3  | ドリームステーション始動＆宮坂優季生誕祭                                    | 2015年9月18日 | Love Mark Stage | ・ドリームステーション始動 ・新曲「虹色のデイライト」初披露                                  |
| 4  | ドリームステーション2周年解散ライブ                                         | 2016年2月7日  | TwinboxGARAGE   | ・2周年および解散ライブ                                                                      |

### 定期公演
| No | 公演名                                                                            | 開催日        | 会場           | 備考                                                                                          |
| -- | --------------------------------------------------------------------------------- | ------------- | -------------- | --------------------------------------------------------------------------------------------- |
| 1  | ドリームステーション∞定期公演～目指せ！東京ドーム公演”1駅目”～                    | 2015年5月8日  | 表参道GROUND   | ・新研修生の発表                                                                              |
| 2  | 【ドリームステーション∞定期公演 二駅目】～DD2マン 大崎きら生誕祭～                | 2015年6月8日  | 表参道GROUND   | ・シブヤDOMINIONとの2マン                                                                     |
| 3  | 【ドリームステーション∞定期公演 三駅目】～water結成一周年記念＆光安みゆり生誕祭～ | 2015年7月8日  | 表参道GROUND   | ・チームwater一周年記念 ・チームwater 光安みゆり生誕祭 ・チームroadオンリーワンマン開催の発表 |
| 4  | 【ドリームステーション∞定期公演 四駅目】～森美鈴生誕祭～                          | 2015年8月8日  | 表参道GROUND   | ・チームroad 森美鈴生誕祭 ・山崎 萌子、小林のぞみ、日々野杏里の卒業 ・研修生活動休止          |
| 5  | 【ドリームステーション∞定期公演 五駅目】〜チームwater解散ライブ〜                 | 2015年9月8日  | 表参道GROUND   | ・チームwater解散                                                                             |
| 6  | 【ドリームステーション∞定期公演 六駅目】〜3マンライブ〜                           | 2015年10月8日 | 表参道GROUND   | ・ダイヤモンドルフィー/ヤンチャン学園 との3マンライブ                                         |
| 7  | 【ドリームステーション∞定期公演 七駅目】〜杉崎のん生誕祭〜                        | 2015年11月8日 | 六本木Bee-Hive | ・杉崎のん生誕祭                                                                              |
| 8  | 【ドリームステーション∞定期公演 八駅目】                                          | 2015年12月8日 | 表参道GROUND   | ・森美鈴の公開ドリステの挑戦                                                                  |

## 企画

### サバイバル選抜イベント

#### チームwater選抜
2014年6月7日～6月22日に開催されたチームwaterを決めるための選抜。
- 参加メンバー

前園彩乃、小川まりな、光安みゆり、榎本紗織、西脇留菜、山田香織、佐久間凛加、宮坂優季
- 選抜方法

| 方法           | ポイント                                   |
| -------------- | ------------------------------------------ |
| ライブ会場入場 | 入場時に配布される投票券1枚につき2ポイント |
| チェキ         | 1枚につき2ポイント                         |
| 生写真         | 1枚につき1ポイント                         |
| ウェブ投票     | 1人1日1回1ポイントでの投票                 |

- 中間発表

1位 西脇留菜、2位 大月菜々、3位小川まりな
- 最終結果

1位 小川まりな、2位 榎本紗織、3位 西脇留菜、4位 佐久間凛加、5位 光安みゆり

上記、5人がチームwaterに選抜。

#### チームroad選抜
2014年11月4日-11月18日に開催されたチームroadを決めるための選抜。
- 参加メンバー

前園彩乃、山田香織、宮坂優季、皆川彩七美、相田陽菜、杉崎のん、森美鈴
- 選抜方法

| 方法           | ポイント                                   |
| -------------- | ------------------------------------------ |
| ライブ会場入場 | 入場時に配布される投票券1枚につき2ポイント |
| チェキ         | 1枚につき2ポイント                         |
| 生写真         | 1枚につき1ポイント                         |
| ウェブ投票     | 1人1日1回1ポイントでの投票                 |

- 中間発表

物販（チェキ＋生写真）：1位 皆川彩七美、2位 山田香織、3位 前園彩乃

ライブ会場入場：1位 皆川彩七美、2位 相田陽菜、3位 前園彩乃

ウェブ投票：1位 皆川彩七美、2位 森美鈴、3位 宮坂優季および相田陽菜

（総合順位の中間発表を行われず）
- 最終結果

1位 宮坂優季、2位 杉崎のん、3位 皆川彩七美、4位 森 美鈴、5位 前園彩乃

上記、5人がチームroadに選抜。

### ドリステの挑戦
「ドリステの挑戦」としてメンバーが様々なチャレンジを行う企画。
|        | 挑戦名                                                | 参加メンバー | 成否                       |
| ------ | ----------------------------------------------------- | --- | -------------------------- |
| 第1弾  | 富士山登頂！！                                        | 小川まりな、大月菜々                                                                                                 | 成功                       |
| 第2弾  | 大縄跳び100回！                                       | 皆川彩七美、相田陽菜、宮坂優季、前園彩乃、杉崎のん、山田香織                                                         | 失敗                       |
| 第3弾  | バク転習得！                                          | 光安みゆり、相田陽菜                                                                                                 | 成功                       |
| 第4弾  | 中央・総武線駅名を覚える！                            | 榎本紗織 | 成功                       |
| 第5弾  | フリークライミング！                                  | 宮坂優季、森美鈴 | 成功                       |
| 第6弾  | 東京ドームまで徒歩で行ってみよう！                    | 西脇留菜、佐久間凛加                                                                                                 | 成功                       |
| 第7弾  | ブログ100回更新に挑戦！                               | 山田香織、相田陽菜                                                                                                   | 成功（相田）、失敗（山田） |
| 第8弾  | ドリステ駅伝~箱根まで辛いけど走ってみた~              | 光安みゆり、小川まりな、西脇留菜、佐久間凛加、 前園彩乃、宮坂優季、皆川彩七美、杉崎のん、森美鈴、 山田香織、相田陽菜 | 成功                       |
| 第9弾  | サバゲーに挑戦！                                      | 小川まりな、西脇留菜、森美鈴、杉崎のん、前園彩乃                                                                     | 成功                       |
| 第10弾 | ストリートライブで人だかりを作れ！                    | 浅野えりか、宮崎レイ、日々野杏里、山崎 萌子、小林のぞみ                                                              | 成功                       |
| 第11弾 | あなたの私物にサインさせてください！目標100人達成！！ | 前園彩乃、宮坂優季、皆川彩七美、杉崎のん、森美鈴                                                                     | 成功                       |
| 第12弾 | Twin Box FUJISAN 2015で100人の私物にサイン            | 前園彩乃、宮坂優季、皆川彩七美、杉崎のん、森美鈴                                                                     | 成功                       |
| 第13弾 | スラックラインに挑戦！                                | 前園彩乃 | 成功                       |
| 第14弾 | 瓦割に挑戦！                                          | 皆川彩七美 | 成功                       |
| 第15弾 | 1分間二重跳びに挑戦！                                 | 森美鈴 | 成功                       |

### ドリステ駅伝
ドリステの挑戦第8弾として2014年12月14日に開催された

箱根駅伝とほぼ同様のコース（一部異なる）をメンバー11人で走る駅伝企画。

13時間41分かけて107.8kmを完走した。

|          | 走者       | 出発地           | 到着地               |
| -------- | ---------- | ---------------- | -------------------- |
| 第1走者  | 西脇留菜   | 大手町           | 鮫洲駅前             |
| 第2走者  | 宮坂優季   | 鮫洲駅前         | 六郷橋               |
| 第3走者  | 山田香織   | 六郷橋           | 高島町               |
| 第4走者  | 皆川彩七美 | 高島町           | 戸塚区八坂神社前     |
| 第5走者  | 前園彩乃   | 戸塚区八坂神社前 | 藤沢市東町           |
| 第6走者  | 光安みゆり | 藤沢市東町       | サザンビーチ         |
| 第7走者  | 森美鈴     | サザンビーチ     | 二宮駅入り口         |
| 第8走者  | 杉崎のん   | 二宮駅入り口     | 小田原中継所         |
| 第9走者  | 佐久間凛加 | 小田原中継所     | 大平台駅             |
| 第10走者 | 相田陽菜   | 大平台駅         | 恵明学園             |
| 第11走者 | 小川まりな | 恵明学園         | 箱根駅伝ミュージアム |

## ネット配信
- 『ドリステのお時間』（2015年4月9日 - 、不定期） - 公式および各メンバーによるSHOWROOMでの配信。